# Assurance responsabilité civile globale de chantier
L'assurance responsabilité civile globale de chantier est une forme d’assurance responsabilité civile pour un projet de construction spécifique. Elle est communément appelée assurance Wrap-Up au Québec.
Ce type de contrat couvre les dommages aux tiers causés par toutes les opérations de construction. Elle permet à un donneur d’ouvrage d’avoir une couverture d’assurance uniforme sur son chantier. Il ne faut pas confondre cette assurance avec une assurance chantier qui couvre les dommages causés au chantier.
Elle vise à protéger les travailleurs, les sous-traitants, les propriétaires de chantiers, ainsi que les tiers contre les dommages corporels, matériels et immatériels qui pourraient survenir pendant l'exécution des travaux. Voici une description complète de cette assurance:

## Objectif principal
L'Assurance responsabilité civile globale de chantier couvre les dommages que l'assuré pourrait causer à des tiers (personnes ou biens) durant la réalisation de travaux sur un chantier de construction ou de rénovation. Elle couvre aussi les accidents qui peuvent se produire pendant l'exécution des travaux.

## Garanties offertes
- Dommages matériels : Couvre les dommages causés aux biens d'autrui durant le chantier, tels que la destruction de propriétés voisines, l'endommagement d’infrastructures publiques ou privées.
- Dommages corporels : Protège en cas de blessures ou d’accidents affectant des tiers, qu'ils soient des passants, des voisins, ou d'autres personnes non impliquées directement dans le chantier.
- Dommages immatériels : Recouvre les pertes financières indirectes résultant d’un dommage matériel ou corporel, telles que des perturbations dans l'activité des entreprises voisines ou des pertes liées à des retards de construction.
- Responsabilité des sous-traitants : Certains contrats incluent la couverture des sous-traitants, assurant ainsi que l’ensemble des acteurs impliqués dans les travaux sont protégés.
- Défense en cas de réclamation : Elle prend en charge les frais de défense en cas de poursuites judiciaires liées à un incident survenu pendant le chantier.

## Exemples de situations couvertes
- Une personne se blesse sur un chantier à la suite d'une chute de matériaux.
- Un bâtiment adjacent subit des dommages à la suite de l’utilisation d'engins de chantier.
- Un voisin subit des pertes à cause d'une fuite d'eau provenant du chantier.
- L’endommagement accidentel de routes ou d’autres infrastructures publiques à proximité du chantier.

## Exclusions possibles
Certaines situations ne sont pas couvertes par cette assurance, notamment :
- Les dommages causés à la propre propriété de l’assuré (les assurances spécifiques comme l’assurance décennale ou l’assurance de dommages aux biens personnels sont nécessaires pour cela).
- Les dommages causés par des actes intentionnels ou frauduleux.
- Les situations où le chantier ne respecte pas les normes de sécurité en vigueur, ce qui peut entraîner une annulation de la couverture.

## Coût de l’assurance
Le coût varie en fonction de plusieurs facteurs, tels que la taille du chantier, la nature des travaux, la durée estimée du projet, et les risques associés. Les primes sont souvent calculées en fonction du montant total du chantier et des risques spécifiques à celui-ci,.